# Euhelopus
Euhelopus (noha vhodná do močálu) byl rod sauropoda patřícího do čeledi Euhelopodidae. 

## Popis
Podobně jako rod Mamenchisaurus měl velmi dlouhý krk i ocas. Na délku měřil asi 10 až 12 metrů a vážil kolem 3100 až 3800 kilogramů, patřil tedy mezi menší rody sauropodů. Podobně jako pozdně jurské rody Camarasaurus a Brachiosaurus měl i Euhelopus nozdry na vrcholu hlavy, takže mohl dýchat při spásání potravy, aniž by vdechoval úlomky listů a větviček. Dříve si paleontologové mysleli, že nozdry sloužily jako šnorchl, a že se dinosauři pohybovali pod vodou. Euhelopus i ostatní sauropodi však ve vodě nežili.

## Objev a zařazení
Tento titanosauriformní sauropod byl objeven v Číně v roce 1923 a vědecky byl popsán o šest let později. Mezi blízce příbuzné rody patřily další asijské taxony Daxiatitan a Tambatitanis.

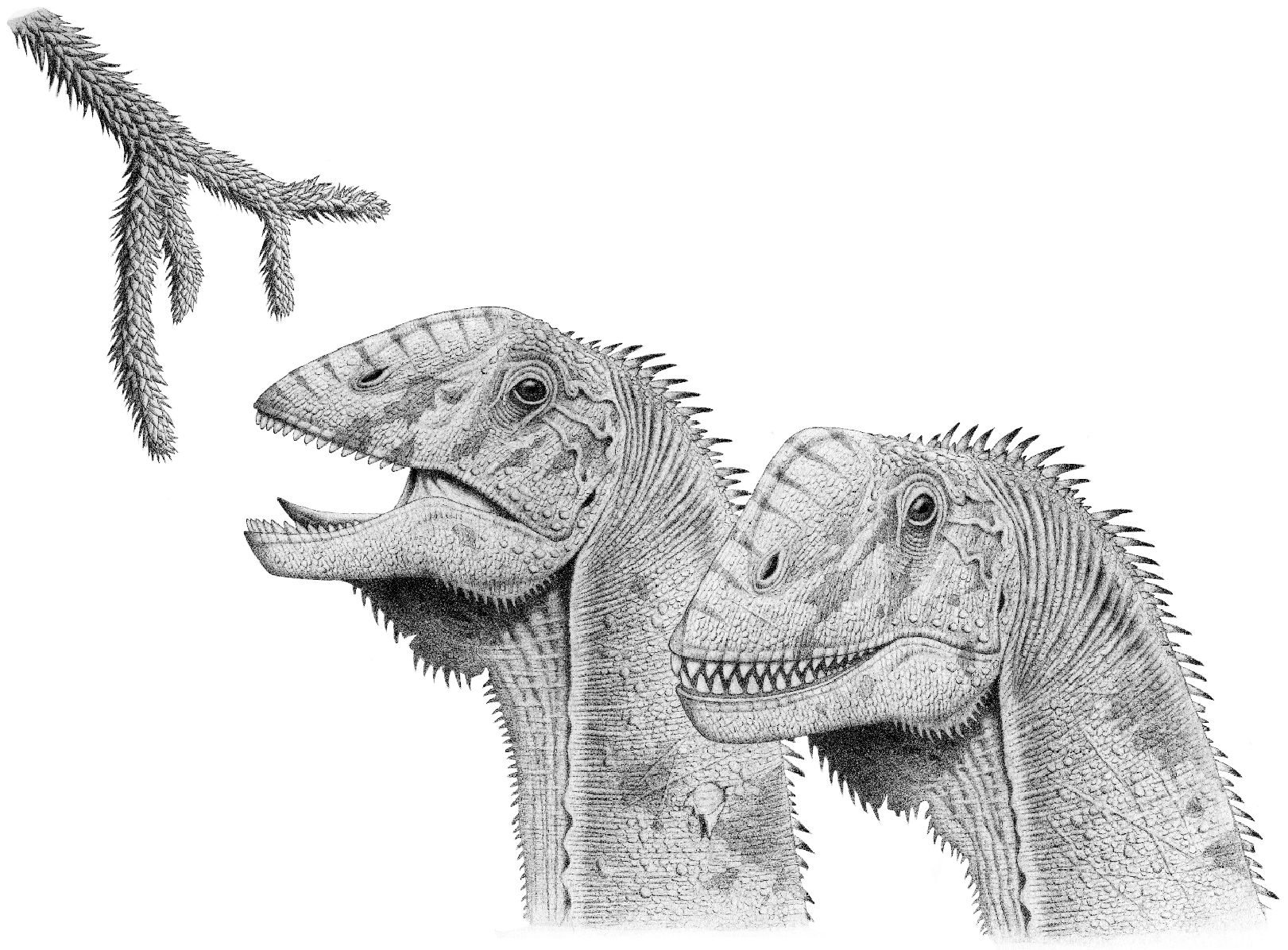
Rekonstrukce pravděpodobné podoby euhelopa.